# Макар, Дмитрий Владимирович
Дмитрий Владимирович Макар (бел. Дзмітрый Уладзіміравіч Макар; род. 1 октября 1981, Минск) — белорусский футболист, защитник. В настоящее время — тренер клуба «Ислочь».

## Клубная карьера
Начал играть в футбол в детско-юношеской школе «Смена». Первый тренер — Николай Николаевич Едалов. Профессиональную игровую карьеру начал в 17-летнем возрасте в «Смене». Затем перешёл в «Дариду», а следующие два сезона провел в столичной «Звезде». В 2001—2002 годах выступал за минское «Торпедо-СКА», за которое отметился девятью забитыми мячами. В сезоне-2005 стал чемпионом в составе солигорского «Шахтера». Следующий клубом был гродненский «Неман», где отыграл полтора сезона и забил 8 голов.
Летом 2007 года Макар перешёл в клуб «Минск», где за полгода четырежды поразил ворота, но его команда в итоге заняла последнее место и вылетела в первую лигу. Футболист не ушёл в другой клуб и помог в первый год вернуться в элитный дивизион. В 2009 году Макар стал реже выступать за основной состав. Затем перешёл в «Динамо» Брест, где провёл три года. Принял участие в 68 матчах и забил 8 мячей. В августе 2012 года перешёл в «Городею», которая на тот момент выступала в первой лиге. Отыграл второй круг, а в 2013 перешёл в «Речицу». Второй сезон в клубе стал для Макара самым результативным за карьеру — 9 голов в 29 играх.
В 2015 году перешёл в «Ислочь», забил 3 мяча и помог клубу впервые выйти в высшую лигу. В дебютном сезоне для клуба на высшем уровне забил красивый мяч со штрафного в ворота БАТЭ. В марте 2016 года продлил контракт с клубом. В сезоне 2016 редко появлялся в основном составе, выступая в основном за дубль.
12 января 2017 года завершил игровую карьеру.

## Тренерская карьера
С лета 2016 года начал совмещать игровую карьеру с тренерской, возглавив юношескую команду «волков» 2001 года рождения, а с января 2017 года полностью сосредоточился на тренерской работе. В феврале 2018 года по итогам дела о договорных матчах получил двухлетнюю дисквалификацию, в связи с чем перешёл на работу в детскую футбольную школу.
С 2021 года стал работать тренером в штабе основной команды «Ислочи». В январе 2022 года стало известно, что Макар останется в штабе и на следующий сезон.

## Достижения
«Шахтер»
- Чемпион Высшей лиги: 2005

«Минск»
- Чемпион Первой лиги: 2008

«Ислочь»
- Чемпион Первой лиги: 2015